# La Télé de A@Z
La Télé de A@Z est une émission de télévision hebdomadaire diffusée en Belgique sur la Une puis la Deux (RTBF).

## Production
La productrice et conceptrice de La Télé de A@Z, Marie-France Bonjean, proposa la présentation de l’émission à Élodie de Sélys , qui avait déjà présenté une émission d’archives télévisées : Ma télé bien-aimée.
En dehors des spéciales, chaque émission est basée sur un thème que des extraits d’anciennes émissions télé viendront illustrer,.
Présentée par Élodie de Sélys, l’émission consiste en un abécédaire d’images d’archives. « Chaque séquence correspond à une des lettres de l’alphabet. Ce qui fait 26 séquences, drôles, tendres, émouvantes ou étonnantes, en 26 minutes. » 

## Saisons et émissions
Une première saison fut diffusée sur la Une de février à juin 2010.
La saison deux de La Télé de A@Z débuta sur la Deux en février 2011 et s’acheva en juin de la même année.
En septembre 2011, l’émission débuta une troisième saison, toujours en prime sur la Deux. De nouveaux épisodes continuèrent à être diffusés à un rythme hebdomadaire, les jeudis soirs vers 22 heures.
Il y eut une soirée spéciale “Télé de A@Z” sur la Deux le 31 décembre 2011. Six émissions, dont une inédite Spéciale “Fête”, furent diffusées de 22H55 à 2H du matin.
C’est le 20 septembre 2012 que débuta la quatrième saison de l’émission et vit la diffusion, le 30 mai 2013, d’un best of spécial de deux heures pour la centième de l’émission,,.
La saison cinq a débuté jeudi 26 septembre 2013, toujours sur la Deux.